# Jacques-Charles Dupont de l'Eure
Jacques-Charles Dupont de l'Eure (27. února 1767 Le Neubourg – 3. března 1855 Rouge-Perriers) byl francouzský právník a politik, první premiér druhé francouzské republiky (od února do května 1848). Zároveň byl v této funkci de facto hlavou státu. Zúčastnil se tří velkých revolucí (1789, 1830 i 1848).

## Život
Navzdory omylům vyplývajícím z jeho jména se nenarodil ve šlechtické, ale maloburžoazní rodině. Přídomek de l'Eure začal používat roku 1790 jako advokát apelačního soudu v departmentu Eure, aby se odlišil od tehdy známého novináře a politika Pierra Samuela du Pont de Nemours. V roce 1792 byl zvolen městským úředníkem v rodném Neubourgu, roku 1793 správcem okresu Louviers, o rok později soudcem civilního soudu v Louviers, v roce 1797 byl jmenován zástupcem komisaře výkonného ředitelství na dvoře v Eure a v roce 1798 veřejným žalobcem u trestního soudu v Eure.
Dne 14. dubna 1798 byl zvolen poslancem za Eure v Radě pěti set. Podporoval Napoleonův státní převrat v roce 1799 (18. brumaire) a za konzulátu byl jmenován radou odvolacího soudu v Rouenu a krátce nato předsedou trestního soudu v Eure. V roce 1804 se stal rytířem Čestné legie. Ve svých povinnostech soudce prokázal odvážnou nezávislost na požadavcích císařské vlády, zejména v procesu vedeném proti šlechtické rodině, která měla být zapletena do chouannerie, a kterou nakonec očistil (1809). Navzdory této nezávislosti ho Napoleon jmenoval císařským rytířem (26. dubna 1810) a během reorganizace dvora ho jmenoval rádcem na císařském dvoře v Rouenu (1811) a poté předsedou komory téhož dvora (1812). V roce 1813 byl zvolen do Corps législatif. Během Sta dnů se stavěl proti možnému návratu Napoleona k absolutismu.
Po restauraci Bourbonů nebyl nijak postižen, krom toho, že ztratil místo předsedy komory královského dvora v Rouenu. Roku 1817 byl zvolen do sněmovny, kde patřil k liberální opozici. Byl poslancem až do konce restaurační éry. Když vypukla červencová revoluce v roce 1830, chvíli váhal zda se nepřidat k republikánům, ale nakonec zvolil okruh, který podporoval konstituční monarchii. Vedl ho La Fayette a v revoluci zvítězil. Výsledkem byla tzv. červencová monarchie. V její nové vládě byl Dupont jmenován ministrem spravedlnosti. Netrvalo dlouho a dostal se do konfliktu s králem, kterému se nelíbila jeho hrubost, jeho otevřenost a jeho květnatý jazyk. Ocitl se pod značným tlakem a tak nakonec podal demisi k 27. prosinci 1830. Od té doby vstoupil do opozice vůči parlamentní monarchii. Byl znovu zvolen do sněmovny v roce 1831, ale smrt Françoise-Charlese Dulonga (o němž se spekulovalo, že je jeho synem) ho psychicky zlomila a poslaneckého mandátu se vzdal. Byl však znovuzvolen v roce 1834 a strávil ve sněmovně zbytek éry červencové monarchie. Patřil ve všech sněmovnách k levicové opozici.
V roce 1847 se zapojil do tzv. banketové kampaně, během níž na mnoha banketech po celé zemi republikáni plédovali proti režimu, a která byla předzvěstí nové revoluce. Když v roce 1848 revoluce vypukla, bylo mu již 81 let. Pro republikány se stal jakýmsi symbolem. Předsedal zasedání sněmovny, na němž byla vyhlášena druhá republika, a vzápětí byl jmenován do čela nové vlády. Volba politického doyena byla jakýmsi kompromisem, neboť na jiném vůdci se nesourodá koalice revolučních sil nebyla schopna shodnout. Dupont si byl této role vědom a své pravomoci fakticky přenesl na Alphonse de Lamartina. Během konfliktu mezi Ludvíkem Napoleonem a generálem Cavaignacem se postavil jasně na stranu toho druhého. Cavaignacova prohra ho zbavila vlivu. Ve volbách roku 1849 neobhájil mandát a když neuspěl ani v doplňovacích volbách, opustil veřejný život.